# Trimalaconothrus
Trimalaconothrus – rodzaj roztoczy z kohorty mechowców i rodziny Malaconothridae.
Rodzaj ten został opisany w 1916 roku przez Antonia Berlesego. Gatunkiem typowym wyznaczono Malaconothrus indusiatus.
Mechowce te nie posiadają sensilusów ani botridiów. Mają 13 par szczecin notogastralnych, 4 do 12 par szczecin genitalnych, 1 parę szczecin analnych i 3 pary szczecin adanalnych. Szczeciny aggenitalne nie występują. Odnóża trójpalczaste.
Rodzaj kosmopolityczny.
Należy tu 81 opisanych gatunków, zgrupowanych w 2 podrodzajach:
- Trimalaconothrus (Trimalaconothrus) Berlese, 1916
- Trimalaconothrus (Tyrphonothrus) Knülle, 1957